# 陈恭澍
陈恭澍（1907年—？），本籍福建，河北寧河人。中华民国軍事將領，军统特務、杀手。

## 生平
陳恭澍早年生涯不詳，許多資料陳述他為黃埔軍校第五期，但實際上為黃埔中央政治學校第五期肄業，有資料稱其曾加入過中國共產黨，但後續脫離。戴笠在開始擴大情報機構時，在民國二十年（1931）以「中央軍校特別研究班」的名義招攬黃埔軍校失業軍官訓練，陳恭澍是依此一班隊被戴笠吸收進行諜報任務訓練。後成為军统局著名特工和杀手，戴笠手下四大金刚之一（陈恭澍，赵理君，沈醉，王天木）。
畢業後，陳恭澍曾協助戴笠擔任情報人員訓練班助教，後擔任中華民族復興社（藍衣社）天津站站長，北平站站长，在抗日戰爭爆發前曾執行多次對漢奸的暗殺行動，最知名的成果為民國二十二年（1933）對親日派要人，前湖南督軍張敬堯在北平使館巷租界中的六國飯店的暗殺任務，但是在隔年（1934）12月因暗殺石友三計畫爆露，陳恭澍棄職潛逃，軍統被迫派遣張炎元重整在華北情報網；逃出華北的陳恭澍在避居一段時間後才返回軍統局向戴笠認罪，戴笠將其監禁一段時間後便重新啟用，回任天津站站長。
抗戰爆發初期，陳恭澍向戴笠告知可以在華北建立游擊戰部隊，因此授命出任忠義救國軍北方支隊副總指揮，但該支隊迅速被日軍殲滅，陳恭澍因此撤退回國統區。1939年带领“十八罗汉”赴越南河内刺杀汪精卫。此后调任上海擔任軍事委員會調查統計局上海區區長，除了暗殺任務外，也是軍統上海情報網的主管，其指揮的暗殺包括组织刺杀汪精卫未遂，并继续主持除奸暗杀活动，手下有尹懋萱，暗杀对象包括季云卿、吉鴻昌、张敬尧、石友三、殷汝耕、王克敏、赤木親之等人。1941年10月29日，陈恭澍在上海被极司非尔路76号特工李士群逮捕投降，由於他在汪精衛政府內活動，1945年曾作为汉奸被捕，並被判有期徒刑12年，後來查明他是雙重特務，遂獲釋。但曾在軍統任職的文強則指控陳恭澍在投降時揭露了軍統布建在上海的情報網，並導致軍統在上海的據點遭全數毀滅，戰後被逮捕時，戴笠原本計畫將其槍斃，但因戴笠空難猝逝，接手軍統的毛人鳳認為陳恭澍仍有利用價值，在其同學鄭介民的運作下將其釋放，並繼續作為駐華北的情報幹部使用。
復職的陳恭澍，國共內戰期間主要在華北活動，並執行對中國共產黨反情報任務，出任華北綏靖第一總隊第一大隊大隊長兼國防部保密局北平直屬組組長，民國三十八年（1949）1月，平津戰役即將兵敗前夕，陳恭澍與鄭介民一同撤離北平，2月出任浙江青年救國團第二總隊副隊長，該部隊在1949年9月於福建潰散，部隊解體後陳恭澍抵達台灣，隨後陳恭澍授命派遣至香港繼續進行情報與反情報工作，民國四十六（1957）年出任國防部情報局第二處處長，民國四十九年（1960）1月授少將階，其在台灣期間於情報局的活動成績不明，僅知在民國五十八年（1969）10月退役。
1980年代，陳恭澍透過傳記文學在台北出版《英雄无名》系列叢書。

## 著作
傳記文學
- 《北國鋤奸》（1981）（英雄無名第一部）[8]
- 《河內汪案始末：「英雄無名」第二部》（1983）
- 《上海抗日敵後行動：「英雄無名」第三部》（1984）
- 《抗戰後期反間活動》（英雄無名第四部）（1986），ISBN 978-668-506-121-5
- 《平津地區綏靖戡亂：英雄無名第五部》（1988）[9]

### 引用
1. 1 2  呂昭隆. . 中時電子報 (臺北: 中國時報). 2015-10-26  [2015-10-26]. （原始内容存档于2015-10-26）.
2. 1 2 3  軍情局. . 軍事新聞網 (臺北: 中華民國國防部青年日報社). 2015-03-11  [2015-10-26].[永久]
3. ↑  .   [2016-08-09]. （原始内容存档于2016-08-18）.
4. ↑  军统上海刺汪记[永久]
5. 1 2 3  康狄 2015，第294-296頁
6. ↑  .   [2009-06-03]. （原始内容存档于2009-06-05）.
7. ↑  . 嘉義縣公共圖書館.   [2015-10-26].[永久]《平津地區綏靖戡亂：英雄無名第五部》（1988） （页面存档备份，存于）
8. ↑  . 傳記文學. 1981-11-15  [2015-10-26]. ISBN 978-668-506-083-6. （原始内容存档于2016-03-04）.（三民書局方有此ISBN資料）
9. ↑  . 傳記文學. 19888-01-31  [2015-10-26]. （原始内容存档于2016-03-04）.